# Ging Nang Boyz
Ging Nang Boyz (銀杏BOYZ) är ett japanskt oi!punkband som från början hette "Going Steady", men när de splittrades skapade bandets sångare Mineta Kazunobu en grupp som från början bara skulle bestå av honom men det slutade med att han bjöd in både basisten (Abiko Shinya) och trummisen (Murai Mamoru) från Going steady och en ny gitarrist (Chin Nakamura) som idag är "銀杏BOYZ" (Ging nang boyz).
Bandets medlemmar består av:
- Mineta Kazunobu (峯田和伸) - Sångare/gitarr
- Chin Nakamura (チン中村) - gitarr
- Abiko Shinya (安孫子真哉) - bas
- Murai Mamoru (村井守) - trummor

Några av deras låtar med engelska namn är
"Skool kill", "Baby baby", och med
"Going steady" har de gjort "Stand by me".
De har också släppt en Dvd (僕たちは世界を変えることができない) som går att få tag på genom deras hemsida 